# Elettrotreno FS ETR.450
L'ETR.450 è un elettrotreno ad assetto variabile di tipo attivo, ad alta velocità, prodotto dalla Fiat Ferroviaria, entrato in servizio sulla relazione Roma-Milano della rete ferroviaria italiana delle FS con l'orario estivo del 1988. Ha svolto servizio fino al 6 gennaio 2015. L'intero parco di elettrotreni è stata dismesso e destinato alla demolizione, eccetto l’ETR 450.03 che è stato assegnato al parco rotabili storici della Fondazione FS Italiane.
Evoluzione diretta dei suoi antenati, l'elettromotrice prototipo FIAT Y 0160 e l'Elettrotreno FS ETR.401 (primo treno al mondo in esercizio regolare dotato della tecnologia dell'assetto variabile), rispetto ai suoi predecessori poté fruire di numerose migliorie e venne realizzato in configurazione di convoglio bloccato composto da 9 elementi.
Il treno originariamente poteva raggiungere una velocità massima di 250 km/h, utilizzando motori distribuiti su tutto il convoglio (2 per cassa escluso il rimorchio) e alimentati con corrente continua a 3 kV. Grazie ad esso l'Italia divenne il secondo paese d'Europa, dopo la Francia, ad avere in orario treni che superavano la soglia dei 200 km/h. Nel 1989 consentì inoltre la riduzione della percorrenza tra Roma e Milano, dalle 4 ore e 55 minuti dei treni InterCity più veloci, a sole 3 ore e 58 minuti. Il bilancio di un anno di esercizio, con 1500000 km percorsi dal parco dei "Pendolini" nel 1989 documentò una sola richiesta di riserva (guasto e fermo in linea) a cui la stampa del tempo diede forte rilievo, con l'immagine di un E.626 che trainava un "Pendolino" in avaria. Tale risalto risulterà ingiustificato in quanto statisticamente il bilancio dei primi 6 anni di esercizio si concluse con solo 0,78 guasti per milione di chilometri, a fronte di 13 guasti per milione delle E.633.

## Caratteristiche

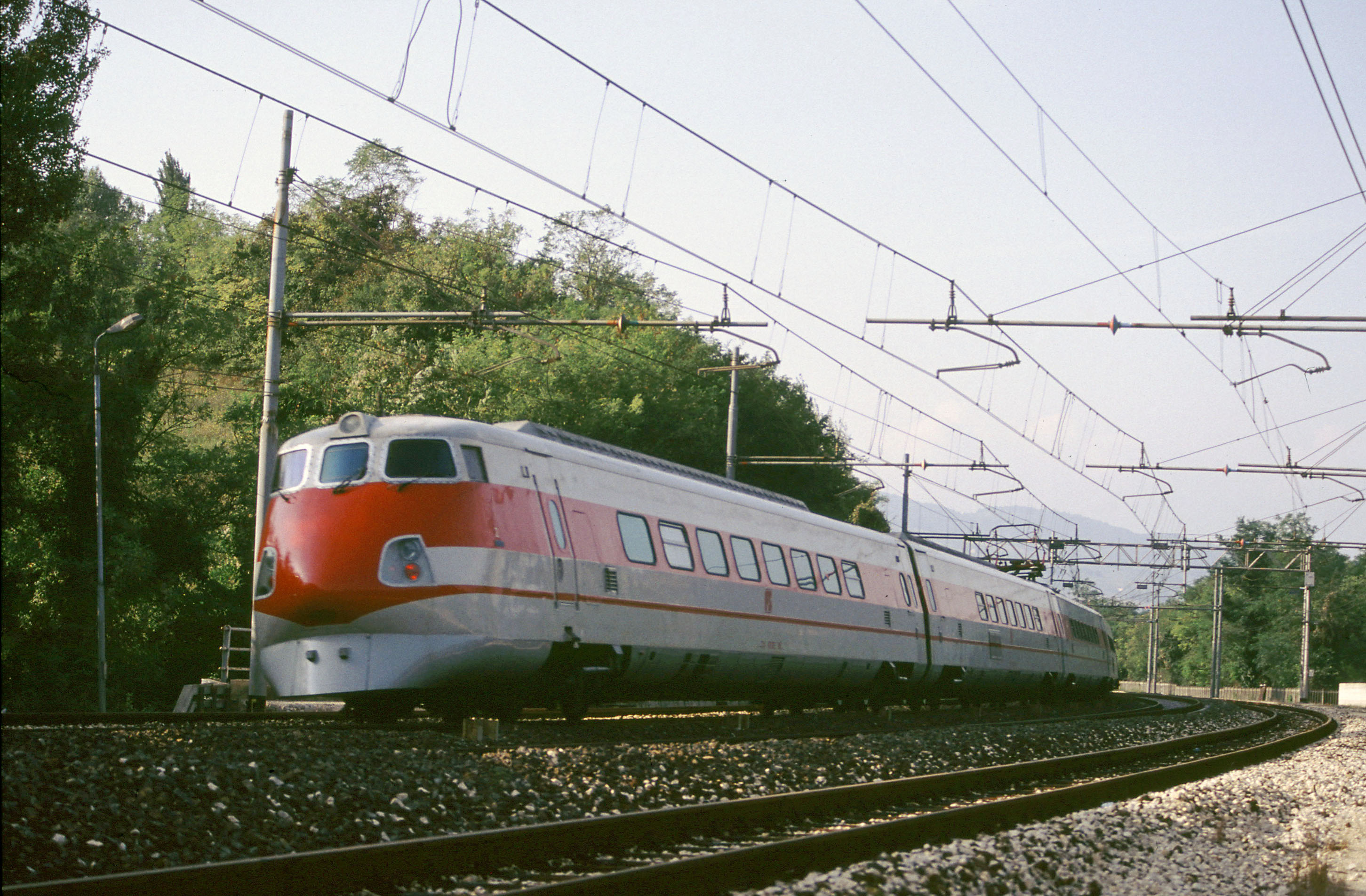
ETR.450 presso Monzuno, Appennino Bolognese

L'ETR.450 rappresenta la seconda generazione dei treni "Pendolino": esso mantiene l'aspetto esteriore del progenitore ETR.401, ma ne differisce per molte soluzioni tecniche scaturite dalla sperimentazione effettuata.
La differenza maggiore nella parte elettrica è rappresentata dall'introduzione dell'elettronica di potenza; infatti pur mantenendo i motori elettrici a corrente continua ha abbandonato la regolazione reostatica all'avviamento adottando un azionamento a frazionatore elettronico (full chopper) per la regolazione continua della velocità, ragione per cui la Fiat Ferroviaria costruì il treno insieme alla Ercole Marelli, azienda proprietaria del sistema chopper necessario.
Per quanto riguarda i dispositivi di pendolamento è stata mantenuta la soluzione dell'azionamento elettro-idraulico installato in ogni vettura, ma il comando relativo è stato centralizzato e l'ampiezza del pendolamento diminuita da 10 a 8 gradi.

## Esercizio
Dopo un periodo di pre-esercizio iniziato il 20 aprile 1988, con l'attivazione dell'orario ferroviario estivo, il 29 maggio 1988, entrò in funzione un servizio non stop di due coppie di InterCity svolte con ETR.450 sulla tratta Roma-Milano, come treni di punta del sistema ferroviario italiano, con una percorrenza di 3 ore e 58 minuti. Alla sua introduzione in Italia venne utilizzato, nella composizione a 6 elementi, come treno di sola 1ª classe. La partenza avveniva simmetricamente da Roma e da Milano alle ore 7 e alle ore 19.

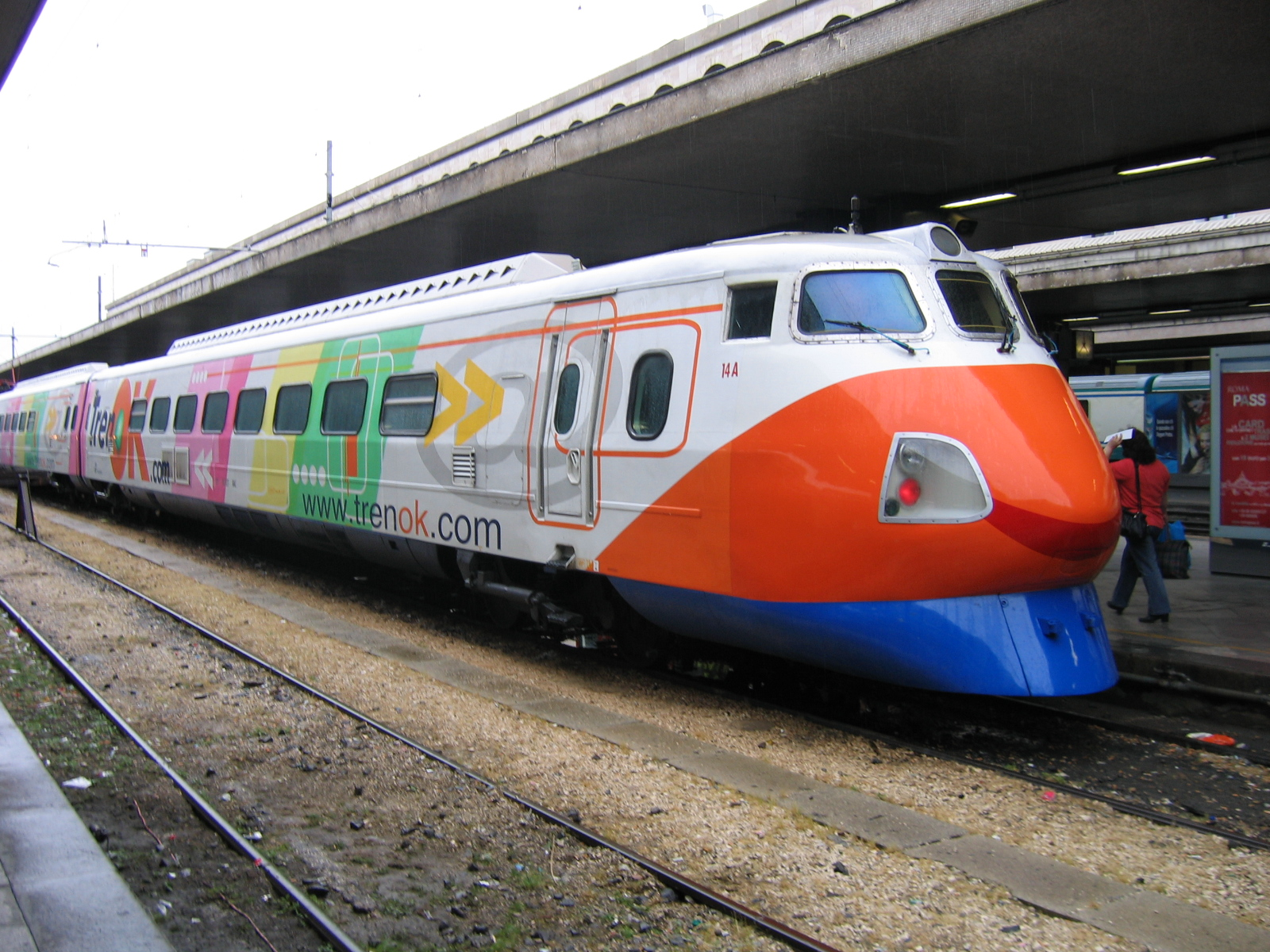
ETR.450.14 in servizio TrenOk

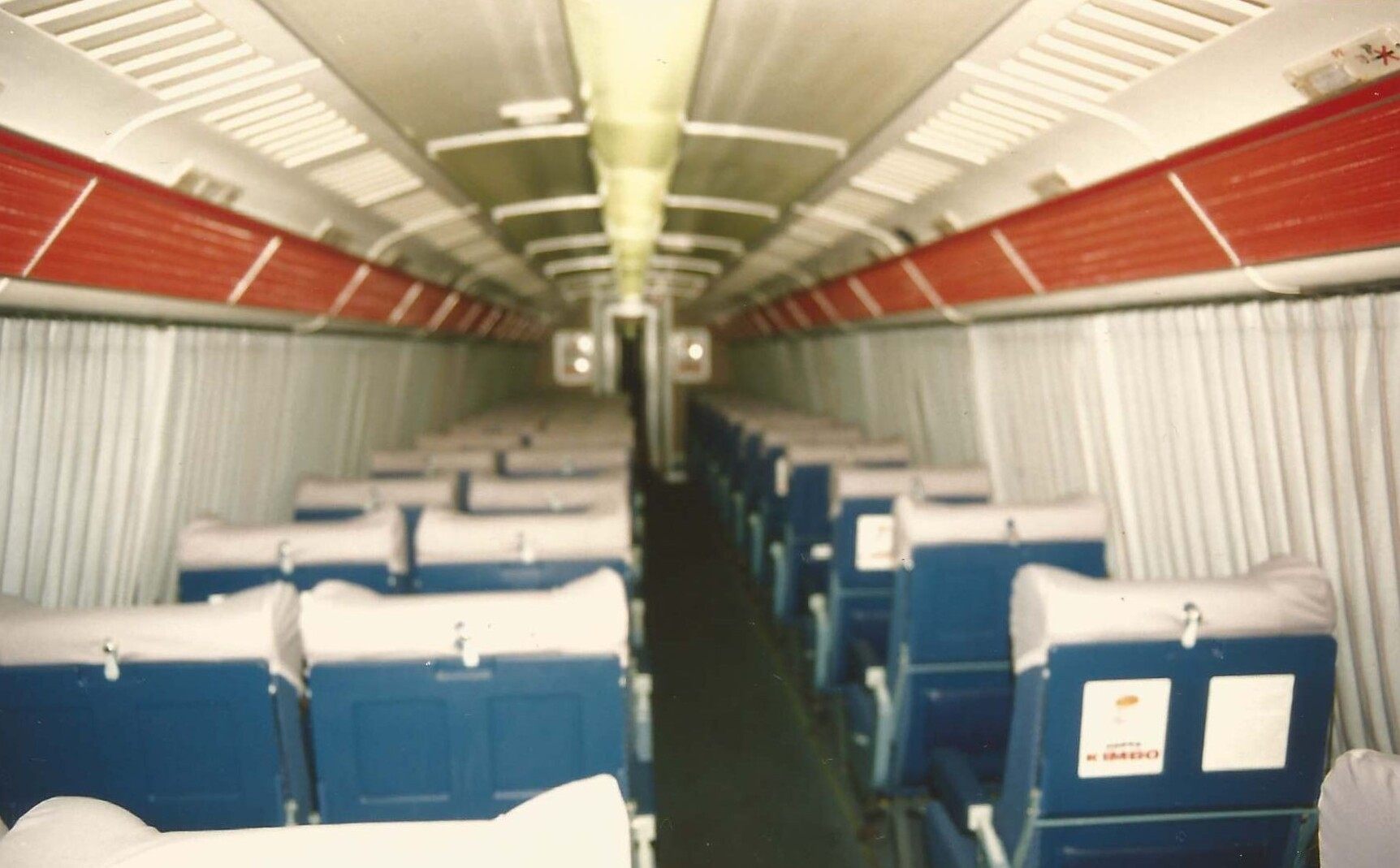
L'interno

Con l'orario invernale 1988-1989, la consegna di ulteriori convogli permise l'estensione dei servizi dei Pendolino, sempre come relazioni Intercity, verso Torino e Napoli. La composizione dei treni venne elevata a 8 elementi, aggiungendo altre due unità motrici intermedie, portando l'offerta a 340 posti così distribuiti:

- 38 su ogni motrice di estremità, più un vano bagagli (usato per lo stoccaggio dei pasti serviti al posto)

- 40 sulla seconda e la sesta carrozza

- 46 su tutte le altre unità.

All'entrata in vigore dell'orario estivo, in maggio, vennero attivate anche le relazioni con Venezia, Bari e successivamente Bolzano.
Tra il 1990 e il 1991 poi la composizione salì a 9 elementi con l'aggiunta, in posizione centrale, di una carrozza rimorchiata che, nel progetto originale, doveva essere adibita al servizio bar/ristorante, ma in seguito venne convertita al normale servizio passeggeri con altri 46 posti a sedere.
I week end estivi del 1991 e 1992 videro l'ETR.450 effettuare servizi veloci sulle tratte Milano-Ancona e Roma-Rimini, con andata il venerdì pomeriggio e ritorno la domenica sera; la relazione Milano Ancona effettuava le fermate di Bologna, Cesena, Rimini, Riccione, Cattolica, Pesaro e Senigallia; il tempo di percorrenza nel primo anno di servizio tra Milano e Senigallia era di sole 3 ore portato a 3 ore e 18 minuti. Inizialmente erano effettuati come straordinari con servizio di sola 1ª classe; questi treni riscontrarono un sempre maggiore successo tra i viaggiatori. Nel 1992 venne poi consegnato il 15º convoglio, già in composizione integrale da 9 vetture, e il 26 Maggio di quell'anno finalmente venne aperto al traffico anche l'ultimo tratto della Direttissima Firenze-Roma, consentendo ai Pendolini di esprimere finalmente appieno il loro potenziale. Caratteristica delle relazioni InterCity coperte dagli ETR-450 era il fatto di essere identificate solitamente con nomi di pittori quali Botticelli, Carracci, Guido Reni, Giotto, Borromini, ecc. 

Il "Pendolino" ETR.450 all'inizio degli anni novanta era diventato il treno di punta delle ferrovie italiane: con questo mezzo, Roma era collegata molto più rapidamente, rispetto al passato, alle principali città lungo la penisola quali Milano, Torino, Bolzano, Venezia, Bari, Lecce, Reggio Calabria, Potenza, Taranto, Genova e Savona. Da Milano partivano poi i treni verso Ancona e Pescara.

A partire dall'estate 1993, viste le pressanti richieste dell'utenza, si decise quindi di attivare anche il servizio di 2ª classe su questi treni: non essendo però possibile aggiungere una fila di posti per mancanza di spazio, ci si limitò semplicemente a declassare le ultime cinque carrozze che mantennero quindi la disposizione originale dei posti su 3 file (2+1), e ricavando altri due posti su ciascuna motrice di estremità utilizzando parte del vano bagagli, portando quindi l'offerta complessiva a 390 posti (172 di I classe e 218 di II classe).
Già dall'orario invernale 1994/95 tuttavia gli ETR.450 iniziarono ad essere sostituiti dai più moderni ETR.460, prima sulla relazione Milano-Roma e poi anche su altri collegamenti.

Con l'immissione in servizio dei nuovi ETR.500, a partire dal 1996, gli ETR.450 vennero progressivamente relegati alle relazioni rapide meno prestigiose.

Nel 1997 i Pendolini confluirono nella flotta Eurostar Italia iniziando a svolgere quindi servizi sotto questo nome. A partire dal 1998 iniziò un importante processo di restyling interno con sostituzione dei sedili (sempre su 2+1 file) e altre migliorie al sistema di climatizzazione e illuminazione. Nell'inverno 1998/99 poi l'offerta venne rimodulata, declassando su tutti i convogli anche la Carrozza 1, portando i posti a 132 in I classe e 258 in II classe. Le relazioni principali su cui venivano impiegati in quest'epoca facevano tutte capo a Roma e raggiungevano Vicenza, Ravenna, Potenza, Lecce e Reggio Calabria.
Nei primi anni 2000, a causa della difficoltà di reperimento dei dispositivi giroscopici di rilevamento, ormai non più costruiti dalla British Aerospace che ne deteneva il brevetto, e non reperibili altrove sul mercato, si preferì disattivare il sistema di pendolamento facendo viaggiare gli elettrotreni in rango C, vanificando proprio gli scopi per cui era stato progettato il "Pendolino".
Tale disattivazione fu resa formalmente operativa dal 10 giugno 2004, contemporaneamente alla riduzione della velocità massima a 200 km/h, limite già abbassato da 250 a 220 km/h alcuni anni prima.
Si noti che l'analogo problema di mancanza di ricambi del dispositivo di pendolamento fu invece risolto dalla Deutsche Bahn per i propri VT610, riprogettando il rilevatore di curve e sostituendolo con un più semplice ed economico dispositivo statico.
In tal modo l'utilizzo sulla Roma-Milano cessò nel gennaio 2007, mentre continuava ad essere utilizzato sulle tratte Roma-Ancona, Perugia-Roma e Roma-Taranto, dove inizialmente effettuava servizio ancora come Eurostar Italia.
Intanto, nel 2004, aveva preso il via l'esperimento del TrenOk, il primo servizio ferroviario low cost in Europa che dal 12 dicembre di quell'anno iniziò a collegare, a soli 9 euro, le stazioni di Roma Tiburtina, Milano Rogoredo e Milano Lambrate con fermate intermedie a Firenze Campo di Marte e Bologna Centrale.
Per questo motivo 9 convogli furono pellicolati con una sgargiante livrea che si basava sul blu e sull'arancione con variopinte fiancate sul grigio chiaro.
Il servizio raddoppiò dal 15 marzo 2005, con la nuova relazione Roma-Bari e viceversa, ma dopo poco meno di due anni Trenitalia comunicò che dall'8 gennaio 2007 sarebbe stata sospesa l’offerta TrenOk sui collegamenti Roma-Milano, mentre i servizi avrebbero continuato a essere regolarmente proposti tra Roma e Bari. Purtroppo, però, a dispetto dei proclami, da dicembre dello stesso anno, col cambio orario, anche questa relazione venne definitivamente soppressa e i treni riportati via via alla livrea d'origine mentre l'offerta venne nuovamente rimodulata adibendo le prime due carrozze al servizio di I classe (80 posti a sedere), e le restanti sette alla II classe (310 posti).
A partire dall'orario invernale 2010/2011 e poi definitivamente con l'orario 2011/2012 i convogli ETR.450 furono utilizzati per svolgere servizio InterCity manifestando frequenti malfunzionamenti, dovuti a un cattivo stato di manutenzione. Ciononostante, i convogli furono successivamente trasferiti sulla linea tirrenica meridionale per espletare la relazione Roma-Reggio Calabria.

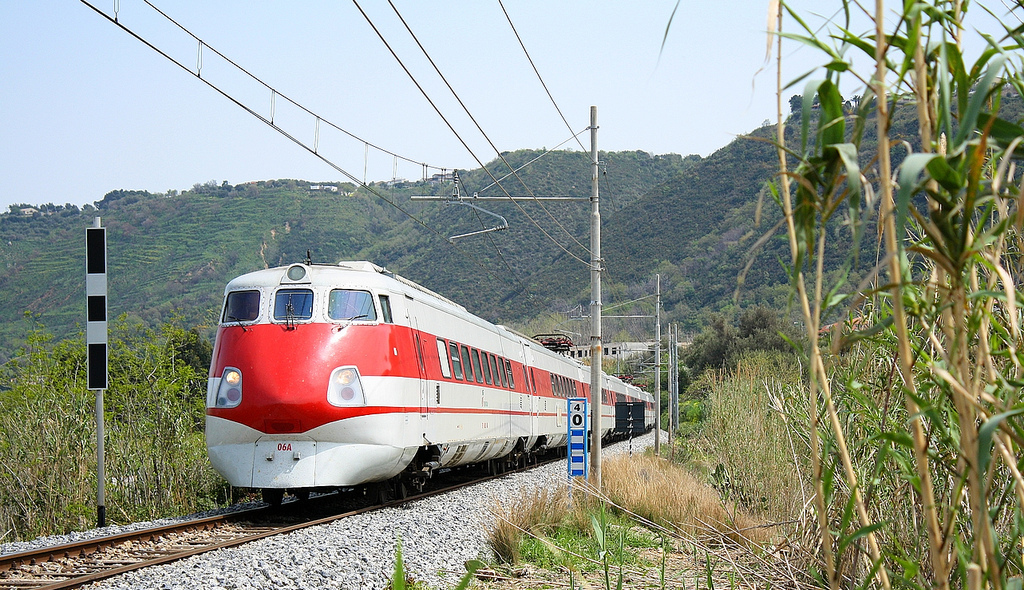
L'ETR.450.06 titolare di un invio Lamezia Terme Centrale-Reggio Calabria

Le apparecchiature elettriche e meccaniche risultavano ormai obsolete rispetto alle corrispondenti parti installate sugli ETR.460, ETR.480 ed ETR.600. Inoltre nel gennaio 2013 Trenitalia sospese le revisioni generali: alla scadenza delle revisioni ordinarie o in caso di guasti gravi gli ETR.450 iniziarono di conseguenza ad essere messi fuori servizio ed accantonati.
In occasione del 25º anniversario dell'entrata in servizio di questi convogli, si tenne il 3 ottobre 2013 a Milano la manifestazione di inaugurazione della Fondazione FS Italiane, incaricata della conservazione del patrimonio storico delle Ferrovie dello Stato Italiane. Nel corso della manifestazione, sui binari della stazione di Milano Centrale, furono esposti i convogli ETR.232, ETR.401 (metà convoglio ristrutturato esteticamente all'esterno, col ritorno nella livrea originale) e l'ETR.450.10, al quale furono applicati vistosi adesivi con la scritta "25º anniversario Pendolino ETR 450".
Il gruppo doveva essere accantonato definitivamente dal 9 dicembre 2014, quando l'ultimo esemplare rimasto, lo 04, effettuò l'IC 552 da Reggio Calabria Centrale per Roma Termini, fermandosi a Latina per un guasto; invece, l'effettuazione di alcuni treni straordinari sulla relazione Roma Termini-Reggio Calabria Centrale, in occasione delle festività, portò il Pendolino a viaggiare fino ai primi del nuovo anno. Il 6 gennaio 2015, l'ETR.450.03 ha portato i suoi passeggeri per l'ultima volta da Reggio Calabria alla Capitale concludendo di fatto un'epoca durata 27 anni.
Il 31 marzo 2015 il convoglio ETR 450.03 è stato trasferito alla OGR di Bologna per essere restaurato ed entrare a far parte della flotta di rotabili storici operativi della Fondazione FS Italiane; il restante parco di elettrotreni, accantonato in parte a Bologna e in parte a Reggio Calabria, è stato destinato alla demolizione alla BB di Bari.